# Unga Astrid
Unga Astrid (danska: Unge Astrid) är en svensk-dansk dramafilm som är en fri tolkning av författaren Astrid Lindgrens ungdomsår. Filmen hade svensk premiär den 14 september 2018. Manus är skrivet av Pernille Fischer Christensen och Kim Fupz Aakeson.
Huvudrollen spelas av Alba August och i andra roller ses även Maria Bonnevie och Björn Gustafsson.

## Handling
Filmen är baserad på händelser i den svenska författaren Astrid Lindgrens liv som ung. En äldre Astrid Lindgren öppnar brev som är skickade av barn från hela världen. I ett brev frågar ett barn hur hon kan skriva så bra om hur det är att vara barn när det var så länge sedan hon var det själv. Den äldre Astrid Lindgren blickar då tillbaka till sina ungdomsår i Småland.
En ung Astrid får anställning som assistent på Vimmerby Tidning där hon inleder en kärleksrelation med sin mycket äldre chef, Reinhold Blomberg. Hon upptäcker snart att hon är gravid. Reinhold Blomberg ligger i skilsmässa och kan därför inte skriva på faderskapet då det finns en risk att han hamnar i fängelse. Astrid åker då till Köpenhamn där hon inte behöver ange faderns namn och föder barnet Lars i hemlighet. Barnet får tillbringa sitt första år hos en dansk fosterfamilj i väntan på att Astrid och Reinhold kan gifta sig. Berättelsen är sedan en tolkning på hur en ung kvinna bestämmer sig för att följa sitt hjärta och kämpa mot samhällets normer under 1920-talet i Sverige.

## Rollista
- Alba August – Astrid Lindgren som ung
- Maria Fahl Vikander – Astrid Lindgren som äldre
- Maria Bonnevie – Hanna Ericsson, Astrids mor
- Magnus Krepper – Samuel August Ericsson, Astrids far
- Henrik Rafaelsen – Reinhold Blomberg, chefredaktör på Vimmerby tidning, far till Astrids son Lars
- Trine Dyrholm – sonen Lars danska fostermor Marie
- Björn Gustafsson – Sture Lindgren, Astrids blivande make
- Li Brådhe – hyresvärdinna
- Mira Mitchell – Berta
- Sofia Karemyr – Madicken
- Marius Damslev – Lasse, 3 år
- Willy Ramnek Petri – Gunnar
- Liv LeMoyne – Saga
- Maria Alm Norell – Olivia
- Lars Väringer – KAK-direktör
- Eric Ericson – läkare
- Sidsel Arnfred – barnmorska
- Marie Knudsen Fogh – sjuksköterska

## Debatt
Karin Nyman, dotter till Astrid och Sture Lindgren, har riktat kritik mot filmen om hennes mor. Hon menar att Astrid Lindgren skulle ha känt ovilja inför filmen. Hennes åsikt är att den här perioden i hennes liv och relationen med Reinhold Blomberg, sonens födelse och fosterhemsvistelse var något privat som inte behövde göras offentligt. Nyman jämför med biografiska filmer om Winston Churchill och Björn Borg. Där har man fokuserat på vad de åstadkommit i livet snarare än av personens mest intima privatliv.
Regissören Pernille Fischer Christensen har bemött kritiken genom att säga att hon inte är den första att berätta om författarens tidiga liv och att Lindgren har varit en viktig del av svensk historia som kvinnlig förebild. Pernille Fischer Christensen säger att hon och manusförfattaren Kim Fupz Aakeson gjort research på Lindgrens unga liv i många år och strävat efter att hålla sig så nära fakta som möjligt. Pernille Fischer Christensen menar att det alltid är en avvägning av vad som är etiskt försvarbart och att de varit medvetna om detta.
I en intervju med Aftonbladet sade producenten Lars G. Lindström att Karin Nyman bjöds in till dialog kring filmen men att hon tackade nej. Orsaken framgår inte av källan.

## Mottagande
De svenska filmkritikerna var i allmänhet nöjda med filmen.
| Betyg                 |     |
| --------------------- | --- |
| Aftonbladet           | 4   |
| Dagens Nyheter        | 4   |
| Expressen             | 3   |
| Filmtopp              | 3   |
| Göteborgs-Posten      | 3   |
| Moviezine             | 3   |
| Nöjesguiden           | 2   |
| P4 Björns Filmguide   | 3   |
| SR Kulturnytt         | 3   |
| Svenska Dagbladet     | 3/6 |
| SVT Kulturnyheterna   | 3   |
| Sydsvenskan           | 2   |
| TT                    | 3   |
| TV4 Nyhetsmorgon      | 3   |
| Västerbottens-Kuriren | 3   |

Fotnot: Maxbetyg är 5 om inget annat anges.

## Utmärkelser och priser
Unge Astrid nominerades i sex kategorier på Guldbaggegalan 2018. Filmen vann ingen av kategorierna.
- Bästa film
- Bästa kvinnliga huvudroll – Alba August
- Bästa kvinnliga biroll – Maria Bonnevie
- Bästa manliga biroll – Henrik Rafaelsen
- Bästa kostym – Cilla Rörby
- Bästa scenografi – Linda Janson